# Sundasciurus jentinki
Sundasciurus jentinki är en däggdjursart som först beskrevs av Thomas 1887. Den ingår i släktet sundaekorrar, och familjen ekorrar. Inga underarter finns listade i Catalogue of Life. Artepitet i det vetenskapliga namnet hedrar den nederländska zoologen Fredericus Anna Jentink.

## Beskrivning
Pälsen på ovansidan är brunspräcklig, på undersidan krämvit med grå underull. I ansiktet finns flera vitaktiga markeringar, som mustaschliknande streck vid nosen, ringar kring ögonen och markeringar kring öronen. Svansen är lång och mycket tunn,randad i mörka och ljusa, rödaktiga band. Kroppslängden är 12 till 14 cm, ej inräknat den 11 till 13 cm långa svansen.

## Ekologi
Sundasciurus jentinki är en dagaktiv ekorre som lever i bergsskogar på höjder mellan 900 och 3 100 m, där den förekommer i kronorna på mindre träd. Födan består troligen främst av insekter, men den har även påträffats vid soptunnor och rastplatser längs vandringsstigar.

## Utbredning
Arten har hittills påträffats på Gunung Kinabalu, ett berg i den malaysiska delstaten Sabah, men man antar att den finns i alla de centrala bergskedjorna på Borneo.

## Bevarandestatus
IUCN kategoriserar arten globalt som livskraftig. Populationsutvecklingen är dock okänd, och man betraktar småskalig jordgubbs- och potatisodling som tänkbara hot.